# Benoît Joseph de Tarlé
Pour les autres membres de la famille, voir Famille de Tarlé.
Benoît Joseph de Tarlé, né le 21 mars 1735 à Hondschoote (aujourd'hui dans le Nord) et mort à Marolles-en-Brie (Val de Marne) le 27 décembre 1797 , est un intendant en chef français du corps expéditionnaire français lors de la guerre d'indépendance des États-Unis.

## Biographie
Benoît-Joseph de Tarlé est commissaire ordonnateur et intendant en chef de l'armée du corps expéditionnaire français lors de la guerre d'indépendance des États-Unis (1775-1783) sous la direction de Rochambeau.
Il est membre honoraire de la Société des Cincinnati de France.
En tant qu’intendant en chef du corps expéditionnaire, il entretient une correspondance avec George Washington.
Ses parents étaient Jean de Tarlé (1692-1750) et Marie-Jeanne Thérèse Devoghlaere.
Son frère, Jean-Josse de Tarlé, participe également au corps expéditionnaire comme aide-major général.
Il s'est marié le 3 août 1784, à Paris, à l’église Saint-Eustache, avec Jeanne Antoinette d'Aure (1763-1834). Le couple a eu plusieurs enfants : Adélaïde, Antoine, Adolphe, Amédée, Virginie, Fortuné, et Alexandrine.